# Gens Mamilia
De gens Mamilia was een plebeïsche familie die net als de gens Fulvia oorspronkelijk afkomstig was uit Tusculum. Hun nomen gentile was Mamilius (vrouwelijk: Mamilia).
De Gens Mamilia was een vorstelijke familie uit Tusculum en zij beschouwden zichzelf als afstammelingen van de mythische Telegonus, zoon van Odysseus en Circe, en stichter van de stad. Volgens de legende trouwde de Tusculaanse heerser Octavius Mamilius met een dochter van Lucius Tarquinius Superbus. Ook zou Lucius Mamilius Rome gered hebben toen het werd aangevallen in 460 v.Chr.
De eerste onweerlegbaar historische Mamilius is Lucius Mamilius Vitulus, consul in 265 v.Chr.. Een andere tak van de familie verschijnt enige tijd later als de Mamilii Turrini